# Cavi salva vita
Nel linguaggio nautico, i cavi salva vita, di kevlar o di acciaio, vengono stesi longitudinalmente sulle barche a vela e saldamente fermati alle estremità, in prora ed in poppa; ai cavetti si possono agganciare le cinture di sicurezza per effettuare le manovre, dato che i moschettoni possono scorrere da prora a poppa assecondando gli spostamenti dei manovratori, in completa sicurezza.